# جون ستيوارت (خبير مالي)
جون ستيوارت هو خبير مالي كندي، ولد في 1860 في Nedd ‏ في المملكة المتحدة، وتوفي في 1938.